# FTV-1292
FTV-1292 (ang. Flight Test Vehicle) – amerykański satelita rozpoznawczy.